# Partia Piratów (Islandia)
Islandzka Partia Piratów (isl. Píratar) – partia założona 24 listopada 2012, jej liderką jest poetka i posłanka do Alþingi, Birgitta Jónsdóttir. W wyborach w 2013 islandzcy Piraci zdobyli 5,1% głosów i 3 mandaty w parlamencie. Są pierwszą partią Piratów, która zdobyła mandaty w parlamencie na szczeblu narodowym. W sondażu przeprowadzonym na wiosnę 2015 roku islandzką Partię Piratów poparło 23,9% respondentów, przez co stała się najpopularniejszym ugrupowaniem politycznym w kraju.
W wyborach parlamentarnych w 2016 roku partia uzyskała 14,5% ważnie oddanych głosów, zdobywając w ten sposób 10 miejsc w islandzkim parlamencie.